# Francesc Eiximenis
Francesc Eiximenis —també Ximenes, Eiximenes o Jimenez— (Girona, 1330 - Perpinyà, 1409) fou un escriptor franciscà (OFM) català del segle xiv a la Corona d'Aragó. Fou probablement un dels autors catalans medievals més llegits, copiats, publicats i traduïts. Per tant, hom pot afirmar que, tant en l'àmbit literari com en l'àmbit polític, tingué molta influència. Entre els seus lectors podem trobar a importants personalitats de la seua època, com per exemple els reis de la Corona d'Aragó Pere el Cerimoniós, Joan I el Caçador i Martí I l'Humà, la reina Maria de Luna (muller de Martí l'Humà), i el Papa Benet XIII d'Avinyó.

## Vida
Francesc Eiximenis nasqué pels volts de 1330 potser a Girona. Quan era molt jove, entrà en l'orde franciscà. La seua formació començà en les escoles de l'orde franciscà a Catalunya. Després anà a les universitats més importants d'Europa: la Universitat d'Oxford i la Universitat de París. En especial li influí la Universitat d'Oxford, encara que sols hi ha registres per escrit del fet que estudiara a París. A les seues obres ha deixat moltes referències, en especial de la Universitat d'Oxford, ja que allà els franciscans disposaren d'un important estudi. Així doncs, podem considerar a diversos franciscans anglesos (i autors britànics en general) com als autors que més influïren en Eiximenis. Podem esmentar entre d'altres a Robert Grosseteste (anomenat Linconiensis per Eiximenis, ja que fou bisbe de Lincoln (Anglaterra), Joan de Gal·les, Richard Kilvington, Alexandre de Hales, Ricard de Mediavilla, Thomas Bradwardine, Guillem d'Ockham, Joan Duns Escot.

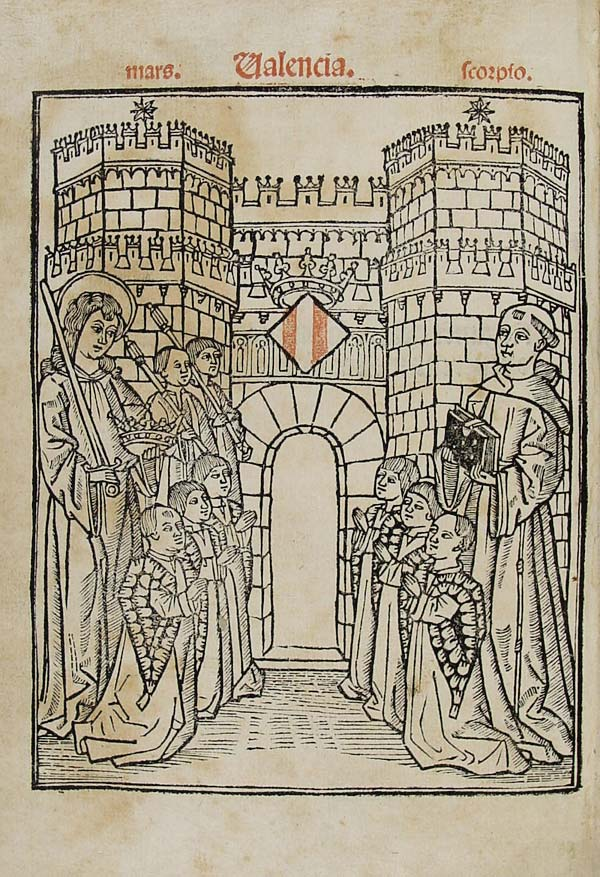
Portada de l'edició incunable del Regiment de la Cosa Pública (València, Cristòfor Cofman, 1499). A la dreta hi podem veure Francesc Eiximenis, que ofereix als jurats de València el seu llibre. A l'esquerra podem veure l'àngel custodi de la ciutat i regne de València. Els sis Jurats de València romanen agenollats davant de la porta gòtica dels Serrans de l'antiga muralla de València.

En 1371 hom intentà que anara com a professor a la Universitat de Lleida. Però li mancava el títol de Doctor en Teologia (magister in sacra pagina) i, per tant, aquest intent no reeixí. Eiximenis aconseguí aquest títol a la Universitat de Tolosa el 1374 amb l'ajut i el suport financer del rei Pere el Cerimoniós.
Llavors tornà Eiximenis a Catalunya, i tingué la consideració de respectat intel·lectual. Tingué bones relacions amb la Cort de la Corona d'Aragó i també amb les classes dirigents de Barcelona i de València. La gran part de la seua obra fou escrita a València, on ell romangué des del 1382 fins al 1408. Allà fou assessor dels jurats (representants de la ciutat) i del Consell (òrgan de govern de la ciutat).
A València l'activitat d'Eiximenis, a banda de les seues tasques literàries, fou incansable. El 1391 fou un any molt difícil per a la ciutat i regne de València, ja que hi hagué molts problemes socials. Llavors organitzà Eiximenis una mena d'exèrcit de pregàries en alguns monestirs i convents al voltant de València. En 1392 rebé l'encàrrec, junt amb altres persones, de revisar els llibres jueus que foren furtats durant el Pogrom de 1391. Al final de 1397 fou membre d'una comissió que devia assessorar el rei Martí I sobre el Cisma d'Occident. En 1397 i 1398 prengué part en la preparació de dues croades valenciano-mallorquines contra la pirateria dels musulmans del Nord d'Àfrica. En 1399 fou Eiximenis també president d'una comissió que pretenia la 
unificació de totes les escoles de València. El Consell (òrgan de govern de València) ho rebutjà això en 1400, però hom pot afirmar que aquest intent fou un clar precedent de la Universitat de València, que fou fundada oficialment en 1499. Els darrers anys d'Eiximenis a València (1404–1408) foren dedicats a la fundació i dotació del convent franciscà de Sant Esperit (a Gilet, prop de Sagunt). Aquest convent fou fundat per la reina Maria de Lluna.
En 1408 prengué part al Concili de Perpinyà. Allà el nomenà el Papa d'Avinyó Benet XIII primer Patriarca de Jerusalem i després administrador apostòlic (bisbe provisional) de la diòcesi d'Elna (antic nom de la diòcesi de Perpinyà).
Eiximenis morí a Perpinyà segurament el 23 d'abril de 1409. Podria haver estat enterrat a la Capella dels Àngels.

## Obres

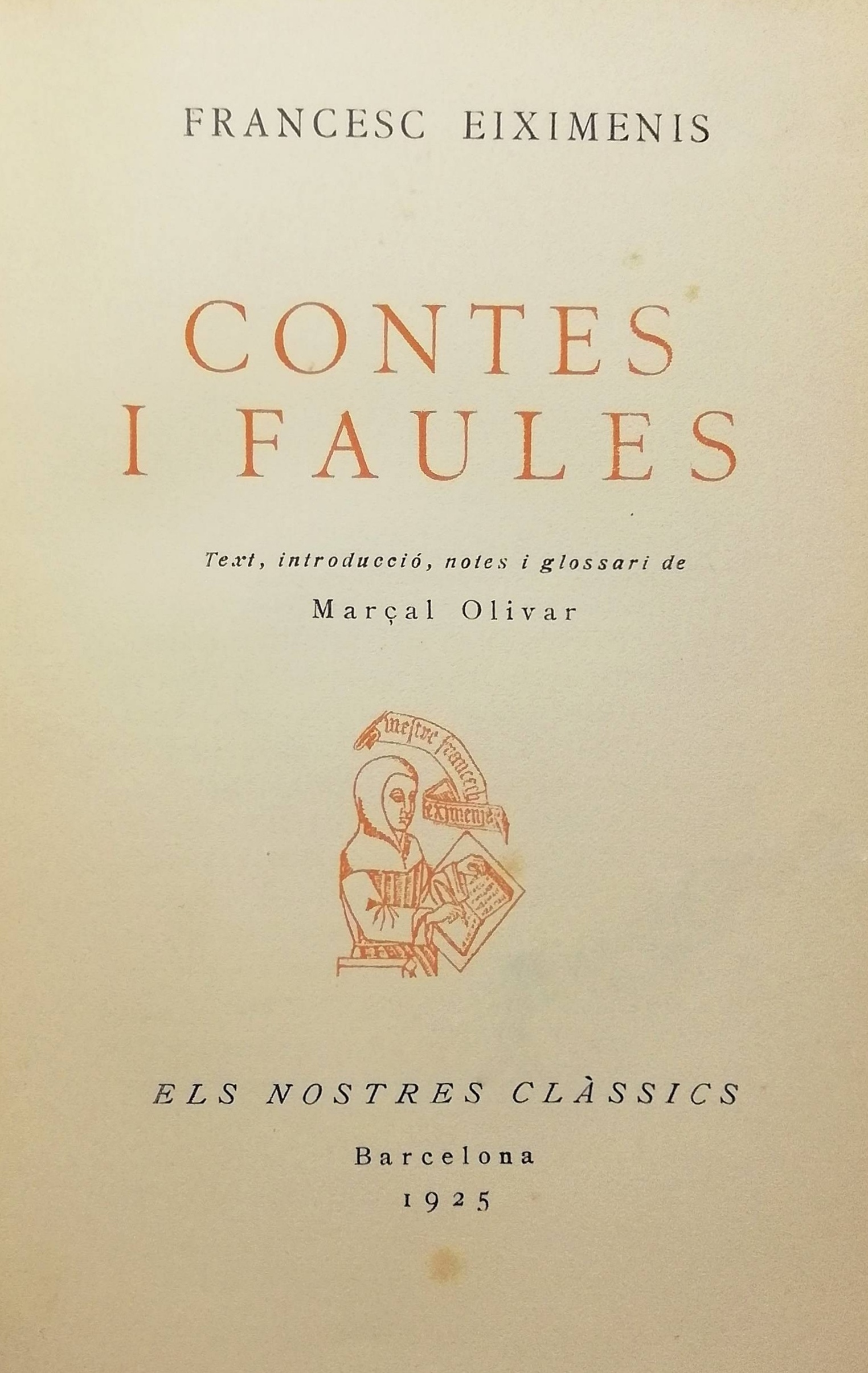
Recull de contes i faules de Francesc Eiximenis, en una edició de la col·lecció Els Nostres Clàssics de l'Editorial Barcino publicada a Barcelona l'any 1925

### En català
Ens han arribat aquestes obres d'Eiximenis en català: 
- Tractat d'usura. Petit tractat sobre la usura segons el Dret Canònic. Aquest tema fou molt tractat i discutit a l'edat mitjana per molts escolàstics i canonistes.
- Lo Crestià. (Segons Curt Wittlin el nom hauria de ser Lo Cristià[2]). Fou un gran projecte de Summa Theologica en llengua vulgar. El projecte original consistia en 13 llibres, però sols en foren 4 escrits:
  - Primer del Crestià. Tracta dels fonaments del cristianisme.
  - Segon del Crestià. Tracta sobre la temptació.
  - Terç del Crestià. Tracta sobre les diferents classes de pecat i els seus remeis; inclou l'apartat Com usar bé de beure e menjar, que ho ha usat com una guia per conèixer tot allò que envoltava la gastronomia de l'època.
  - Dotzè del Crestià. Tracta sobre el govern i la política en general. El contingut és, però, enciclopèdic.
- Regiment de la cosa pública. Fou un present d'Eiximenis per als jurats (representants de la ciutat) de València, quan va venir a València en 1383. Tracta sobre consells per al bon govern.[3] Aquesta obra té molta influència del Communiloquium de Joan de Gal·les segons Albert Hauf.[4] Aquesta obra s'inclogué també com a tercera part del Dotzè del Crestià.
- Llibre dels àngels. És un tractat complet sobre angelologia amb moltes reflexions polítiques. Aquest llibre fou dedicat al cavaller valencià Pere d'Artés.
- Llibre de les dones. Al principi és un manual per a l'educació de les dones. Però quatre cinquenes parts del llibre tracten de teologia i dels fonaments de la moral catòlica. Aquest llibre fou dedicat a la comtessa de Prades, Sança Eiximenis d'Arenós.
- Vida de Jesucrist. És una biografia de Jesucrist amb reflexions teològiques i contingut contemplatiu també. Aquest llibre tingué molta influència de les Mediationes Vitae Christi del Pseudo-Bonaventura i de l'impetuós franciscà Ubertí de Casale segons Albert Hauf.[5] Aquest llibre també fou dedicat al mecenes valencià Pere d'Artés.
- Scala Dei o Tractat de contemplació. És un petit tractat sobre moral i teologia. Aquest llibre fou dedicat a la reina Maria de Luna.
- Dues cartes autògrafes d'Eiximenis en català (del 15.07.1392 i del 12.03.1396) també ens han arribat. La primera carta (15.07.1392) fou adreçada al rei Martí I (que en aquell moment era sols infant), i té interès, ja que Eiximenis li dona en aquesta carta consells per al seu bon govern a Sicília.

### En llatí
Ens han arribat aquestes obres d'Eiximenis en Llatí: 
- De Triplici Statu Mundi (Sobre els tres estats del món). És un petit tractat escatològic. Hom dubta, però, de l'autoria d'Eiximenis d'aquesta obra.
- Allegationes (Al·legacions). A València hi hagué un conflicte entre l'Església i l'Estat. Hom demanà el parer de diverses personalitats sobre això. Aquesta és la part que correspon a Eiximenis. Ací mostra Eiximenis un punt de vista teocràtic molt fort.
- Un fragment de la seua Summa Theologica. El fragment que ens ha arribat és molt curt no obstant. Tracta de diversos temes teològics.
- Ars Praedicandi Populo (Manual per a la predicació al poble). És un molt interessant manual per a la predicació.
- Un sermó (o una part seua).
- Pastorale (Pastoral). Tractat de consells per a preveres i bisbes, seguint el clàssic Pastorale de Sant Gregori el Gran. Aquest llibre fou dedicat al bisbe de València Hug de Llupià.
- Psalterium alias Laudatorium Papae Benedicto XIII dedicatum (Psalteri o Laudatori dedicat al papa Benet XIII). És una molt bella col·lecció de 344 oracions. Com diu el títol, aquest llibre estava dedicat al papa d'Avinyó Benet XIII.

Hi ha dos llibres més que són atribuïts a Eiximenis: el Cercapou, i la Doctrina compendiosa. La Doctrina Compendiosa té no obstant una influència molt gran de les teories polítiques d'Eiximenis. Hi hagué també una adaptació del Llibre de les Dones al castellà, anomenada Carro de las Donas.
Les obres d'Eiximenis tingueren un gran èxit a la seua època. Això demostren els més de 200 manuscrits de les seues obres, de què disposem hui. Un altre exemple fou el Psaltiri devotíssim (Traducció al català de 100 de les 344 oracions del Psalterium alias Laudatorium). L'edició incunable d'aquest llibre tingué 2000 exemplars, és a dir el doble de les dues edicions del Tirant lo Blanc juntes (València 1490 i Barcelona 1497). Fou doncs l'edició incunable amb més tirada de la literatura catalana medieval.
Hi hagué també moltes traduccions dels segles xv i xvi. El Llibre de les Dones fou traduït al castellà. Una de les traduccions castellanes fou utilitzada per a l'educació de les quatre filles dels Reis Catòlics. El Llibre dels Àngels tingué un gran èxit internacional, i fou traduït a diverses llengües: castellà, llatí, francès i fins i tot al neerlandès (fou possiblement l'únic llibre de la literatura catalana medieval que fou traduït a aquesta llengua). I la Vida de Jesucrist fou traduïda al castellà i al francès.
Hi ha, en fi, altres dos exemples que ens mostren la difusió internacional de les obres d'Eiximenis. En primer lloc, la traducció al francès del Llibre dels Àngels fou el primer llibre que en 1478 fou imprès a Ginebra. En segon lloc, la traducció castellana de la Vida de Jesucrist fou el primer llibre que fou imprès a Granada en 1496 després de la conquesta de la ciutat per part dels Reis Catòlics.
Per desgràcia, disposem de poques edicions modernes de les obres d'Eiximenis. Quasi totes les edicions modernes de les seues obres es deuen a Curt Wittlin i Albert Hauf.

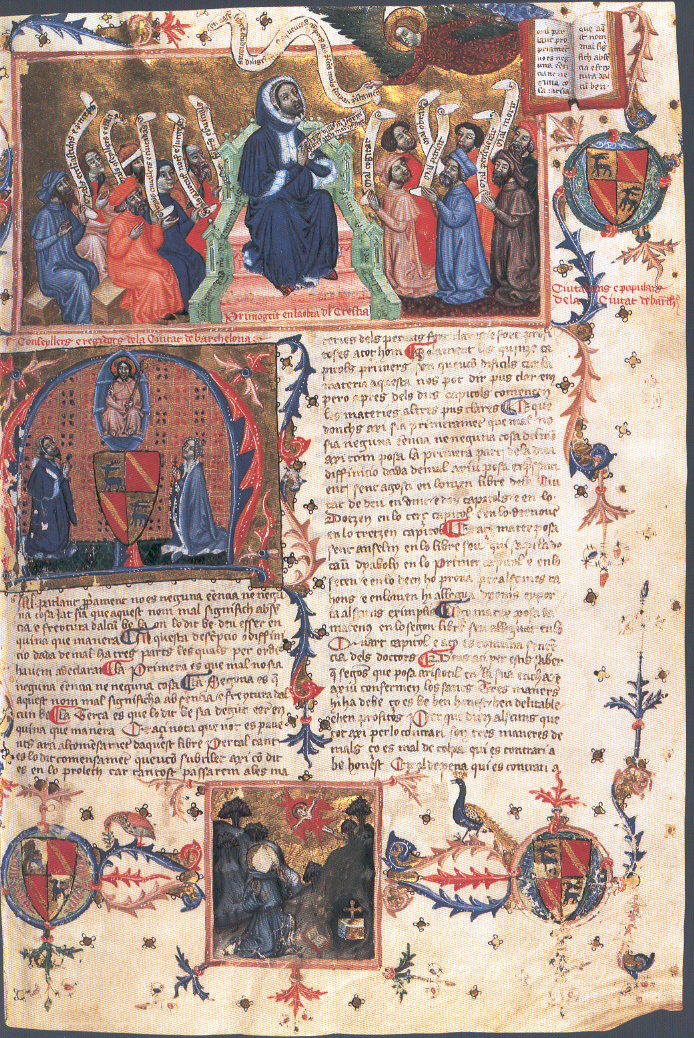
Inici del Terç del Crestià segons el manuscrit 1792 de la Biblioteca Nacional de Madrid. Aquest manuscrit conté els capítols 1-523 d'aquest llibre, que té en total 1060 capítols.

### Edicions de les seues obres

#### Obres de Francesc Eiximenis (OFE)[8]
- "Dotzè Llibre del Crestià. Part 1, Volum 1", Girona, Universitat, 2005, lxvii + 619 pp. (OFE, 1). Edició de Xavier Renedo, Sadurní Martí et al.
- "Dotzè Llibre del Crestià. Part 2, Volum 1", Girona, Universitat, 1986, xxxviii+ 518 pp. (OFE, 3). Edició de Curt Wittlin et al.
- "Dotzè Llibre del Crestià. Part 2, Volum 2", Girona, Universitat, 1987, 649 pp. (OFE, 4) Edició de Curt Wittlin et al.

#### Altres edicions
- Lo Llibre de les Dones (Barcelona, Curial, 1981. Edició de Curt Wittlin.
- De Sant Miquel Arcàngel Arxivat 2012-03-20 a Wayback Machine. (5è tractat del Llibre dels Àngels. Barcelona, Curial, 1983. Edició de Curt Wittlin.
- Psalterium alias Laudatorium (Toronto, PIMS, 1988. Edició de Curt Wittlin. (llatí) (anglès)
- Àngels e demonis Arxivat 2012-06-27 a Wayback Machine. (Quart tractat del Llibre dels Àngels). Barcelona, Quaderns Crema, 2003. Edició de Sadurní Martí.

#### Antologies
- Llibres, mestres i sermons. Antologia de textos. Barcelona, Barcino, 2005. Edició de David Guixeras i Xavier Renedo, 268 pp. «Enllaç». Arxivat de l'original el 2015-09-23. [Consulta: 8 febrer 2013].

### Edicions digitals de les seues obres

#### Manuscrits
- Primera meitat (capítols 1-523) del Terç del Crestià (BNC, ms. 457).
- Llibre dels Àngels (Universitat de Barcelona, Fons de reserva, ms. 86).
- Vida de Jesucrist (BNC, mss. 459-460).
- Scala Dei (Universitat de Barcelona, Fons de reserva, ms. 88)
- Per a bona part dels manuscrits: consulteu BITECA-Philobiblon a l'enllaç https://bancroft.berkeley.edu/philobiblon/biteca_es.html, portat des de la seva creació fins al 2021 per Gemma Avenoza.

#### Incunables

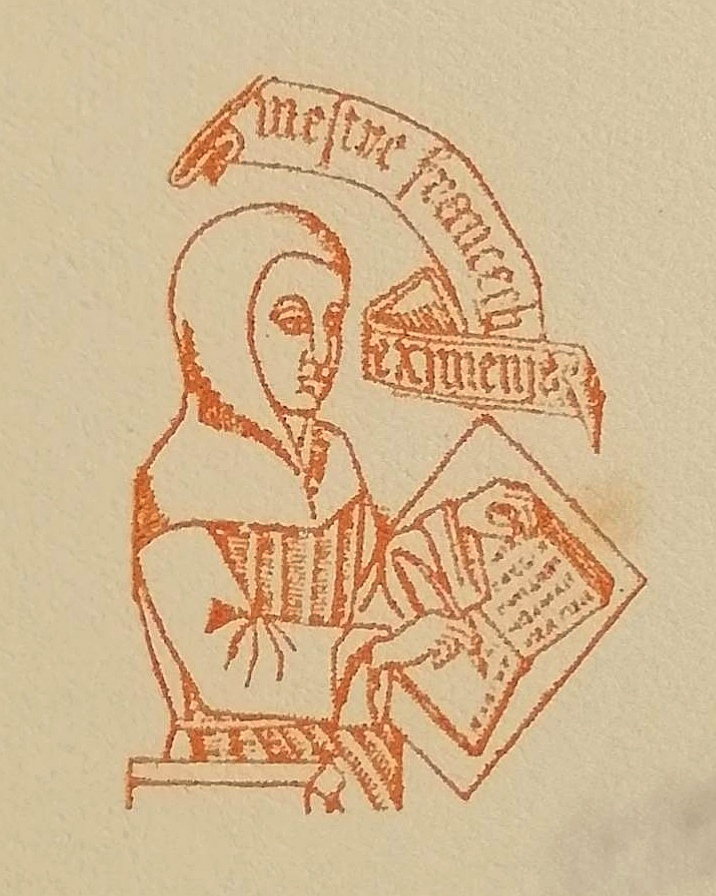
Petit retrat de Francesc Eiximenis extret de la portada de l'edició del Llibre de les Dones, imprès per Joan Rosenbach a Barcelona l'any 1495

- Petit retrat de Francesc Eiximenis extret de la portada de l'edició del Llibre de les Dones, imprès per Joan Rosenbach a Barcelona l'any 1495Primer del Crestià (València, Lambert Palmart, 1483).
- Primera meitat (Capítols 1-473) del Dotzè del Crestià (València, Lambert Palmart, 1484).
- Regiment de la cosa pública, (València, Cristòfor Cofman, 1499).
- Llibre dels àngels, (Barcelona, Joan Rosembach, 1494).
- Llibre de les Dones, (Barcelona, Joan Rosembach, 1495).
- Traducció castellana de la Vida de Jesucrist, (Granada, Meinard Ungut i Johannes Pegnitzer, 1496). (castellà)
- Traducció castellana del Llibre dels àngels (El títol és Libro de los santos ángeles. Burgos, Fadrique de Basilea, 1490). (castellà)
- Pastorale (Barcelona, Pere Posa, 1495). (llatí)
- Scala Dei (Barcelona, Diego de Gumiel, 1494).
- Traducció francesa del Llibre dels Àngels (Ginebra, Adam Steinschaber, 1478). (francès)
- Traducció francesa del Llibre dels Àngels (Lió, Guillaume Le Roy, 1486). (francès)

#### Edicions antigues
- Traducció castellana del Llibre dels Àngels (el títol és La Natura Angélica. Alcalá de Henares, Miguel de Eguía, 1527). (castellà)

#### Edicions modernes i transcripcions
- Estudi de manuscrits i incunables del Llibre dels àngels. Tesina (TFG) de Sergi Gascón Urís (UAB, Bellaterra, 1988).
- Gascón Urís, Sergi. Estudi codicològic i edició paleogràfica d'un nou bifoli del "Libre dels Àngels" d'Eiximenis (Arxiu del Monestir de Sant Pere de les Puel·les), dins Homenatge a Joseph Gulsoy: [Estudis de Llengua i Literatura Catalanes, LV, Vol. 2, 2007, ISBN 978-84-8415-897-4, pàgs. 33-72.
- Edició crítica del Libre dels àngels (1392) de Francesc Eiximenis. Introducció, catàleg de manuscrits, índexs d'autors, toponímic, bíblic i temàtic. Tesi doctoral de Sergi Gascón Urís (UAB, Bellaterra, 1992). Ed. en microfitxa (UAB, Bellaterra, 1993). ISBN 84-7929-371-3. [BAV, Cataloghi: {{format ref}} https://opac.vatlib.it/all/search?sm=os&k_v=sergi+gascon+uris&k_f=0; UB, BC, URL: BMontserrat, UG].
- Pastorale. Arxivat 2016-11-05 a Wayback Machine. Transcripció i traducció al català. Tesi doctoral de Montserrat Martínez Checa (UAB, Bellaterra, 1994). (llatí) (català)
- De triplici statu mundi (Edició d'Albert Hauf). (llatí)
- Summa theologica (Edició de León Amorós, OFM). (llatí)
- Carta autògrafa episcopal. Edició de Sergi Gascón Urís. Transcripció. Les cartes episcopals de Francesc Eiximenis (I), dins Actas del Congreso Internacional de la AHLM (A Coruña, 18-22 de setembre de 2001), vol. II, Universidade de Santiago de Compostela-Touxosoutos, S.L., Coruña 2005, pp. 337–52. ISBN 84-96259-74-9. D.L.: C-2072-2005.
- Cartes autògrafes (ACA). Edició de Sergi Gascón Urís. La 'Crònica d'Aragón' (València 1524) i les cartes autògrafes d'Eiximenis, dins Actes del Dotzè Col·loqui Internacional de Llengua i Literatura Catalanes. Barcelona: Publicacions de l'Abadia de Montserrat, vol. 2 (2003), pp. 31–45. ISBN 84-8415-524-2.
- Cartes autògrafes (15.07.1392 i 12-03.1396. Edició de Sadurní Martí octubre 2009).
- Psalterium alias Laudatorium (Toronto, PIMS, 1988. Edició de Curt Wittlin). (llatí)
- Lo Llibre de les Dones (Barcelona, Curial, 1981. Edició de Curt Wittlin).
- De Sant Miquel Arcàngel Arxivat 2012-03-20 a Wayback Machine. (5è tractat del Llibre dels Àngels. Barcelona, Curial, 1983. Edició de Curt Wittlin).

#### Obres completes
- Obres completes de Francesc Eiximenis (en català i en llatí). (català) (llatí) (castellà)

Traduccions modernes:
al francès:
- François Eiximenis, Contes et fables, Perpinyà, Éditions de la Merci, 2009 (ISBN 978-2-9531917-2-1). Traducció de Patrick Gifreu. (francès)
- François Eiximenis, Le Chrétien, Perpinyà, Éditions de la Merci, 2010 (ISBN 9782953191769). Traducció de Patrick Gifreu. (francès)
- François Eiximenis, L'art de manger, boire et servir à table, Perpinyà, Éditions de la Merci, 2011 (ISBN 9782953191783). Traducció de Patrick Gifreu. (francès)
- François Eiximenis, Le Gouvernement de la République, Perpinyà,Éditions de la Merci, 2012 (ISBN 9791091193009). Traducció de Patrick Gifreu. (francès)
- François Eiximenis, Saint Michel Archange, Perpinyà, Éditions de la Merci, 2015 (ISBN 9791091193078). Traducció de Patrick Gifreu. (francès)

a l'alemany:
- Francesc Eiximenis, Die Regierung des Gemeinwesens, Herder, 2024 (ISBN 978-3-451-39860-5. Traducció d'Alexander Fidora. (alemany)

## Llegat
La Societat Catalana d'Estudis Jurídics, Econòmics i Socials, filial de l'Institut d'Estudis Catalans, va crear el premi Francesc Eiximenis en el seu honor per premiar el «millor treball d'investigació sobre ciències jurídiques, econòmiques i socials».